# Coendou bicolor
Coendou bicolor é uma espécie de roedor da família Erethizontidae.
Pode ser encontrado na Bolívia, Colômbia, Peru e Equador.
É um animal herbívoro, solitário e arborícola e possui uma cauda preênsil.